# Стадіон імені Мустафи Тшакера
Стадіон імені Мустафи Тшакера (араб. ملعب مصطفى تشاكر) — футбольний стадіон в місті Бліда, на південь від Алжиру.
На стадіоні проводить свої домашні матчі Збірна Алжиру з футболу. Має природне покриття, 2 великі трибуни, в тому числі і VIP-ложа для глави ФАФ, а також 10 менших трибун (по 5 — зліва та зправа), стадіон відповідає усім нормам ФІФА.

## Історія
Стадіон відкрито 26 лютого 2001 року.
Перший домашній матч УСМ Бліди на «Стадіоні імені Мустафи Тшакера» до підвищення у класі відбувся 30 серпня 2001 року.. Суперником «Бліди» в рамках Першого дивізіону чемпіонату Алжиру був УСМ Алжир (матч завершився нульовою нічиєю).
З 2008 року стадіон став основною домашньою ареною національної збірної Алжиру, перший міжнародний матч на ньому відбувся 20 серпня 2002 року. Це був товариський поєдинок зі збірною ДР Конго (1:1).
Цей стадіон уболівальники збірної вважають справжнім талісманом, а футбольні фахівці називають «неприступною фортецею». На цьому стадіон збірна Алжиру не програла жодного поєдинку.

## Змагання
З моменту свого відкриття на стадіоні відбувалися численні змагання. Серед них фінальні поєдинки:
- Кубка Алжиру сезонів 2003, 2008, 2009, 2014 та 2015 років.
- Суперкубка Алжиру сезонів 2013 та 2014 років.
- Ліги чемпіонів КАФ сезону 2014 року (фіналіст — ЕС Сетіф).
- Суперкубка КАФ 2015 року (фіналіст — ЕС Сетіф).
- Кубка УАФА 2008 року (фіналіст — ЕС Сетіф).